# Hey Diddle Diddle

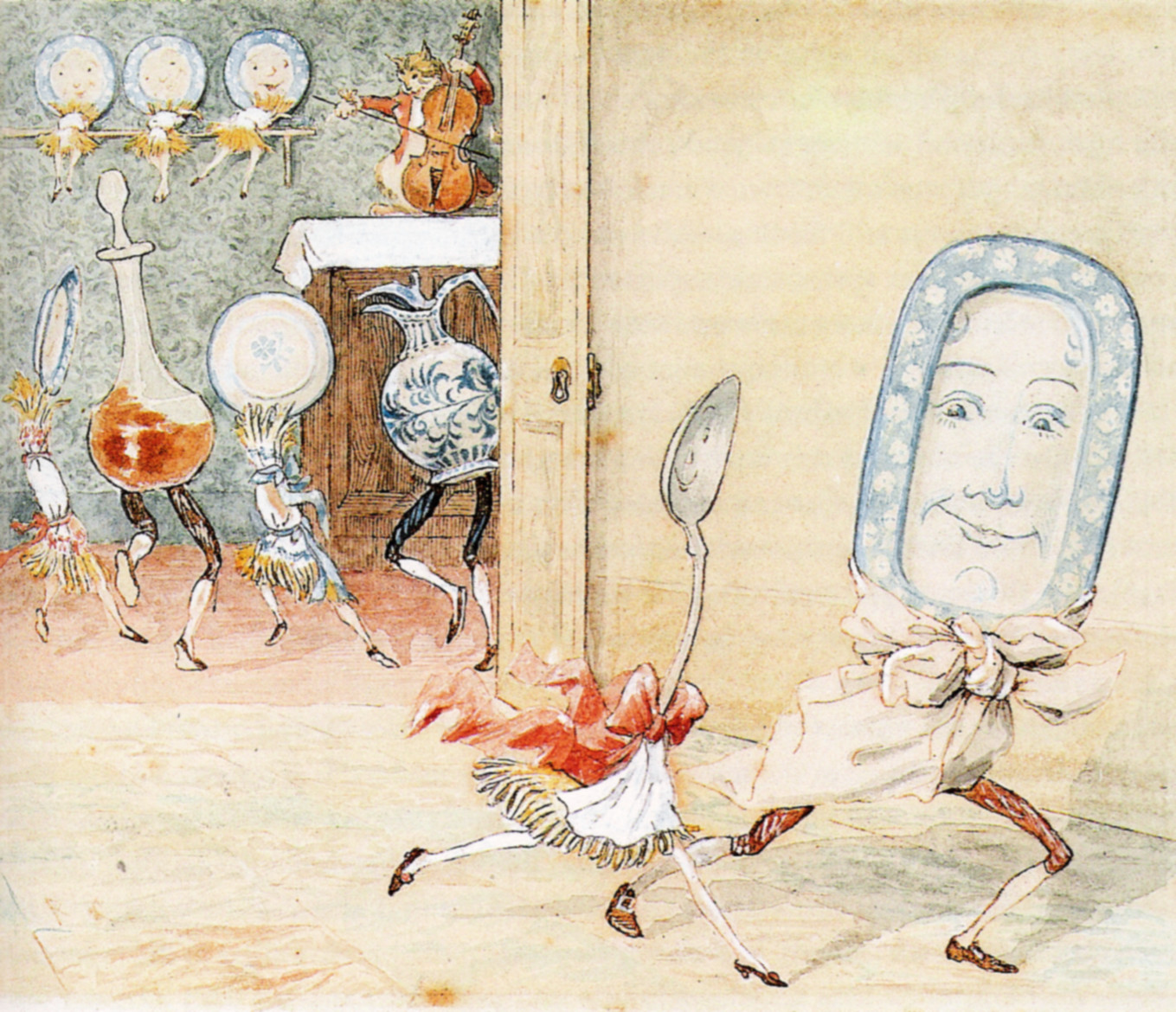
Illustration de Randolph Caldecott.

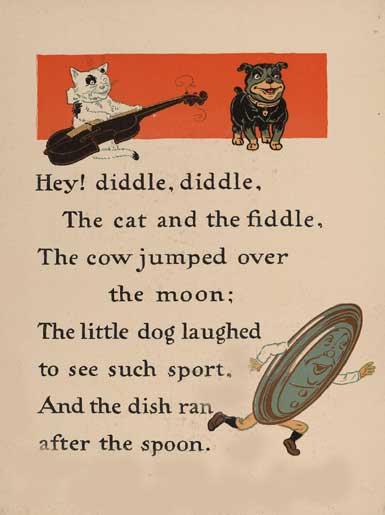
Illustration de William Wallace Denslow (1901).

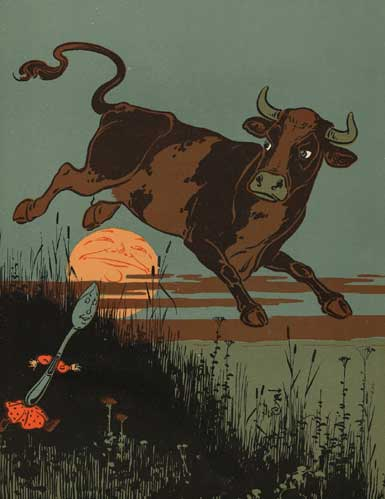
"The Cow jumped over the moon" (illustration de William Wallace Denslow).

Pour les articles homonymes, voir Hey Diddle Diddle (homonymie).

Hey Diddle Diddle est une comptine anglaise.

## Comptine
Hey diddle diddle,
The cat and the fiddle,
The cow jumped over the moon,
The little dog laughed to see such sport,
And the dish ran away with the spoon. 
Le quatrième vers existe également sous les formes The little dog laughed to see such a sight ou The little dog laughed to see such fun, et le cinquième comme And the dish ran after the spoon.

## Origines possibles
Il existe plusieurs théories selon lesquelles cette comptine serait plus qu'une simple chanson enfantine.

### Scandale du temps d'ÉlisabethIre
Une thèse veut que ce poème soit une satire d'un scandale survenu sous le règne d'Élisabeth Ire. Le chat serait Élisabeth et le chien Robert Dudley, comte de Leicester, qu'elle appela une fois son « chien de compagnie ». Le plat serait un serviteur à la cour, et la cuillère un goûteur ; lorsqu'ils s'enfuirent en secret, ils furent repris par Élisabeth et enfermés dans la tour de Londres.

### Leçon d'astronomie
D'après une autre théorie, la comptine serait une leçon d'astronomie. Tous les « personnages » représenteraient des constellations visibles dans le ciel nocturne d'avril :
- le chat serait le Lion ;
- le violon serait la Lyre ;
- la vache serait le Taureau ;
- la Lune ;
- le petit chien serait le Petit Chien ;
- le plat serait la Coupe (Crater en anglais) ;
- et la cuillère serait la Grande Ourse (surnommée en anglais The Big Dipper, « la grande louche »).

Toutes ces constellations ne sont visibles ensemble qu'en avril. Pour les premiers Européens, notamment les Anglais, c'était le signe qu'il était temps de semer les cultures.

### L'accession de Richard III au trône d'Angleterre
Une autre théorie veut que la comptine représente l'accession de Richard III au trône d'Angleterre.
Diddle diddle serait la façon dont il se débarrassa d'Édouard V. « Le chat et le violon » représenteraient William Catesby et l'avant-contrat. La « vache » était l'emblème des Neville, qui éclipsèrent les Percy, dont l'emblème était une « lune ». Francis Lovel était le meilleur ami de Richard, et son emblème était un chien. Le « plat » serait Richard lui-même, et la « cuillère » celle qui servit à l'oindre lors de son couronnement.

## Réutilisations
- J. R. R. Tolkien écrivit un poème inspiré de cette comptine, intitulé « L'Homme dans la Lune a veillé trop tard ». Il est chanté par Frodon dans Le Seigneur des anneaux, et c'est sur le vers « La vache sauta par-dessus la Lune » qu'il passe par inadvertance l'Anneau unique à son doigt. Le poème a été publié une seconde fois dans Les Aventures de Tom Bombadil.

- La chanson de Peter Tosh You Can't Blame the Youth, interprétée notamment par Bob Marley, reprend cette comptine de façon ironique : « You teaching youths to learn in school / That cow jump over moon / You teaching youths to learn in school / That the dish ran away with spoon » (« Tu apprends aux gamins à l'école / Que la vache a sauté par-dessus la lune / Tu apprends aux gamins à l'école / Que l'assiette s'est enfuie avec la cuillère »).